# パオロ・デ・マッテイス
パオロ・デ・マッテイス（Paolo De Matteis、1662年2月9日 - 1728年7月26日）は、イタリアの画家である。ナポリ、ローマで学び、ヨーロッパ各地で宗教画や寓意画を描いた。

## 略歴
現在はサレルノ県オッリアの一部であるPiano Vetraleで生まれた。10代のうちにナポリに移り、はじめフランチェスコ・ディ・マリア（Francesco di Maria: 1623–1690）に学び、その後ルカ・ジョルダーノ（1634-1705）に学んだ。1682年にローマに移り、ジョヴァンニ・マリーア・モランディ（1622-1717）の工房で働いた。ローマでスペイン大使のカルピオ侯爵（Gaspar Méndez de Haro, 7th Marquess of Carpio）と知り合い、侯爵がナポリの副王に任命された1683年にナポリに戻り、副王のために働いた。
、
1702年から1705年の間はフランスのルイ14世の支援を受けて、パリで働き、1711年から1713年にかけて、イタリア南部のプッリャ地域で働きバーリやアンドリア、バルレッタといった街の教会のために宗教画を描きターラントのサンカタルド大聖堂（Cappellone di San Cataldo）の壁画を描いたことで知られている。ナポリで、ジェズ・ヌオーヴォ教会(Chiesa del Gesù Nuovo)の聖イグナチオ礼拝堂の装飾など、ナポリの教会の仕事をした後、1723年から1725年の間は、ローマに滞在し、ローマ教皇インノケンティウス13世からの注文を受けた。
デ・マッテイスの弟子にはGiuseppe Mastroleoや、Antonio Sarnelli、Gennaro Sarnelli、Giovanni Sarnelli、Domenico Guarino、Francesco Peresi、Michelangelo Buonocore、Nicola De Filippis、Vincenzo Fato、Antonio Fumo、Giuseppe Scalaといった多くの画家がいた。ナポリ彫刻家ミケーレ・ペローネ（Michele Perrone: 1633–1693）の娘と結婚し、3人の娘が生まれ、娘たちも画家になった。
1728年にナポリで没した。

## 作品

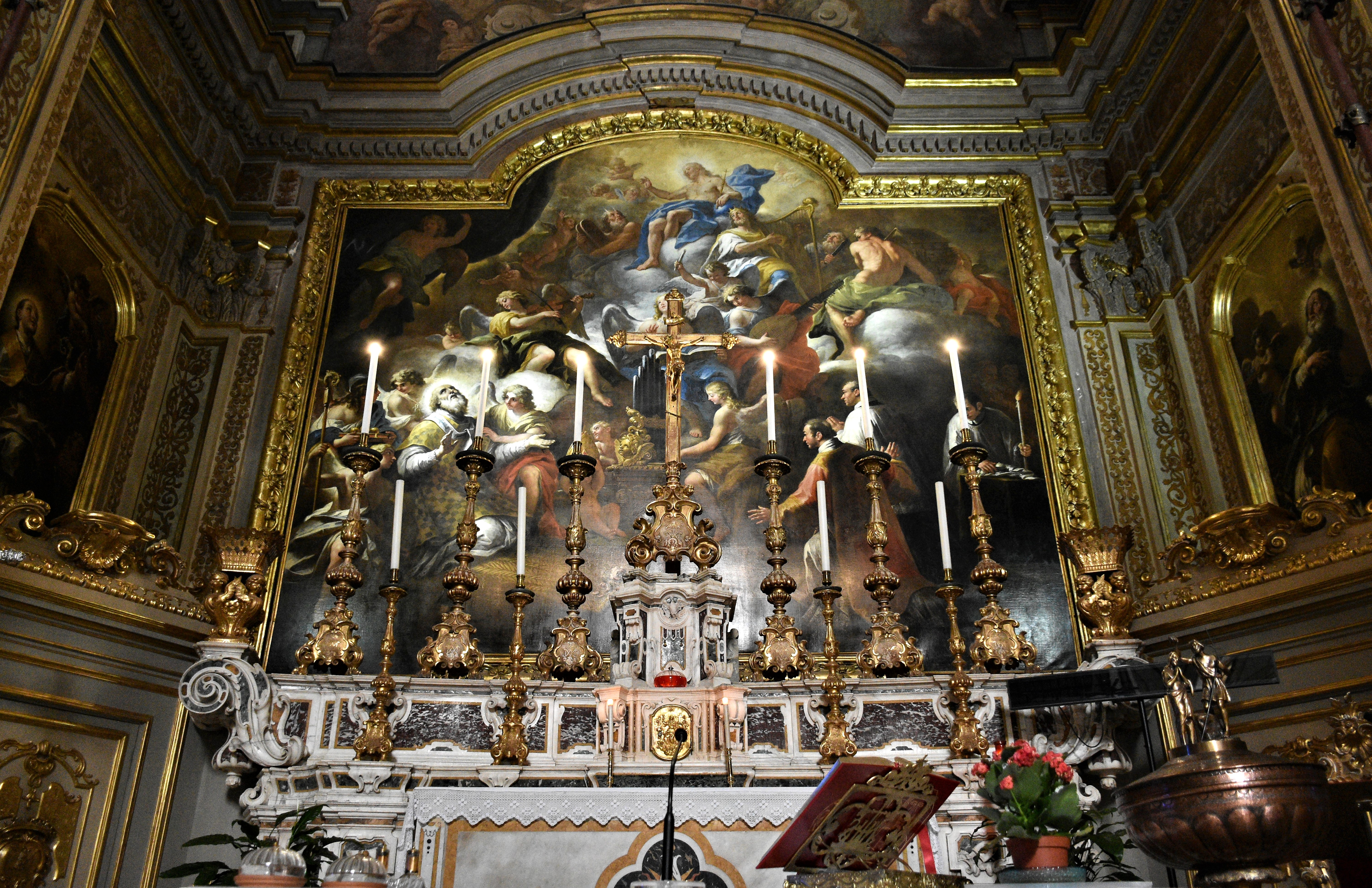
ナポリのChiesa di San Nicola alla Caritàの祭壇画
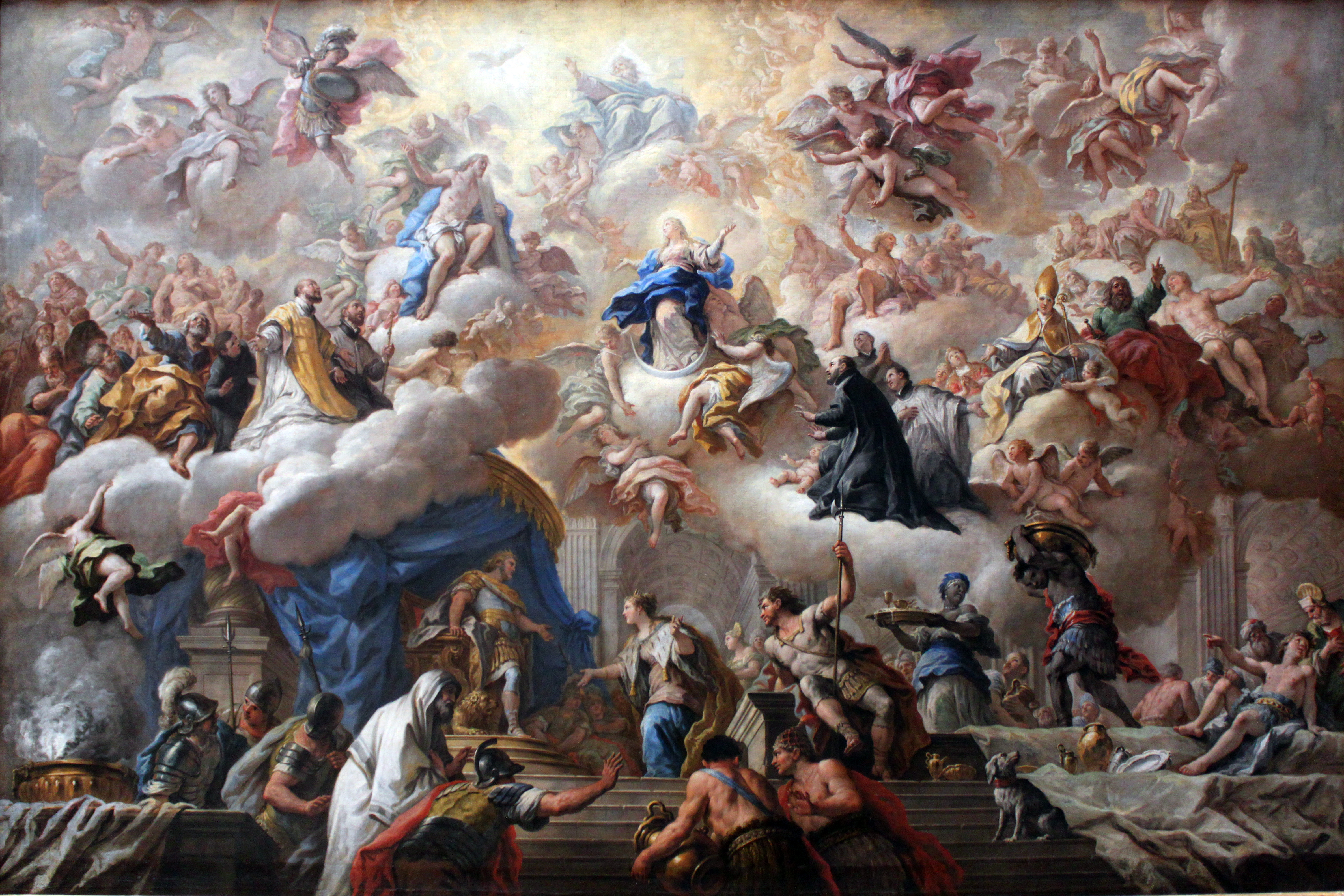
無原罪の勝利 (1710/15) ベルリン絵画館
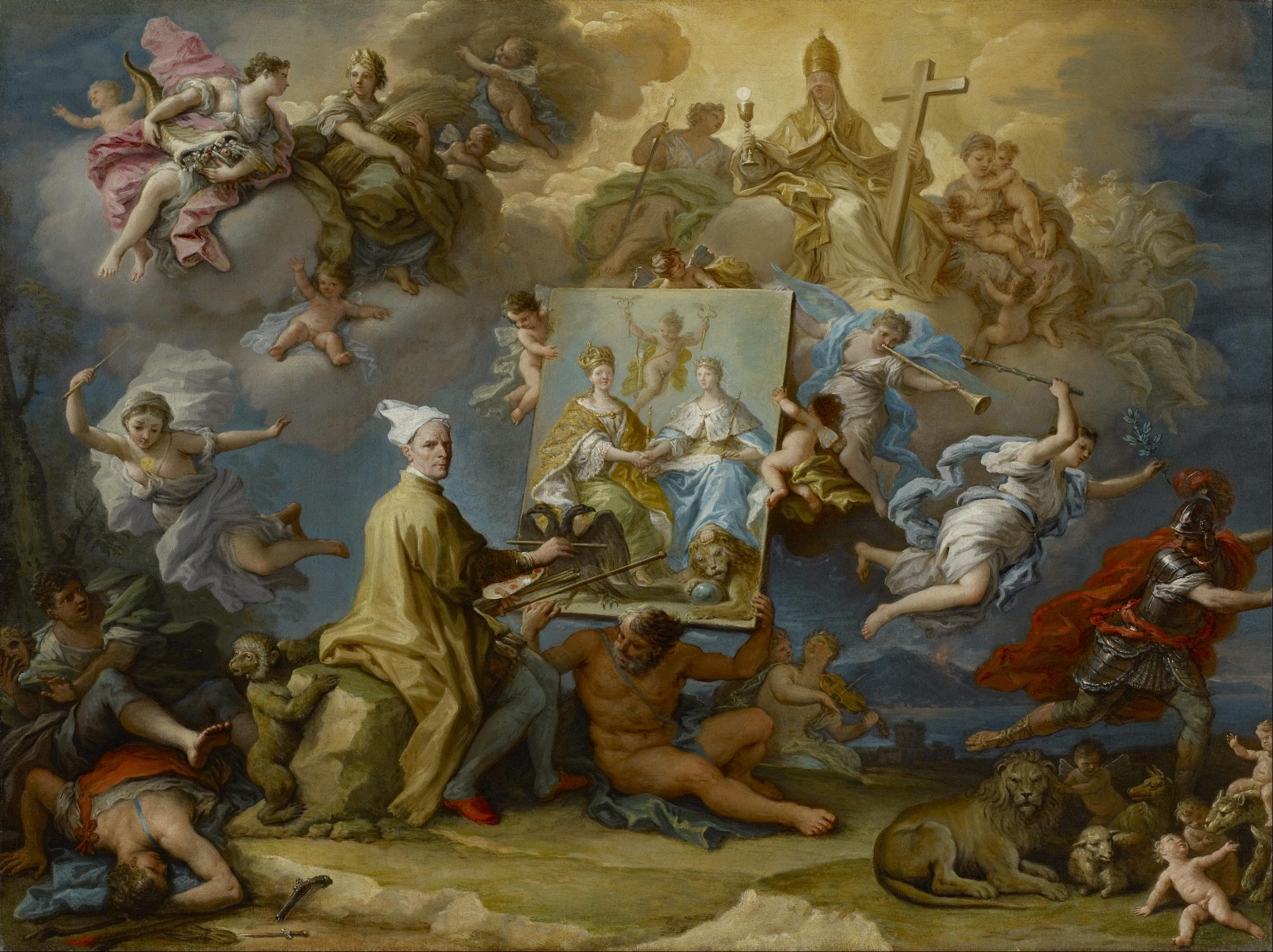
ユトレヒト条約後の平和の寓意画 ヒューストン美術館

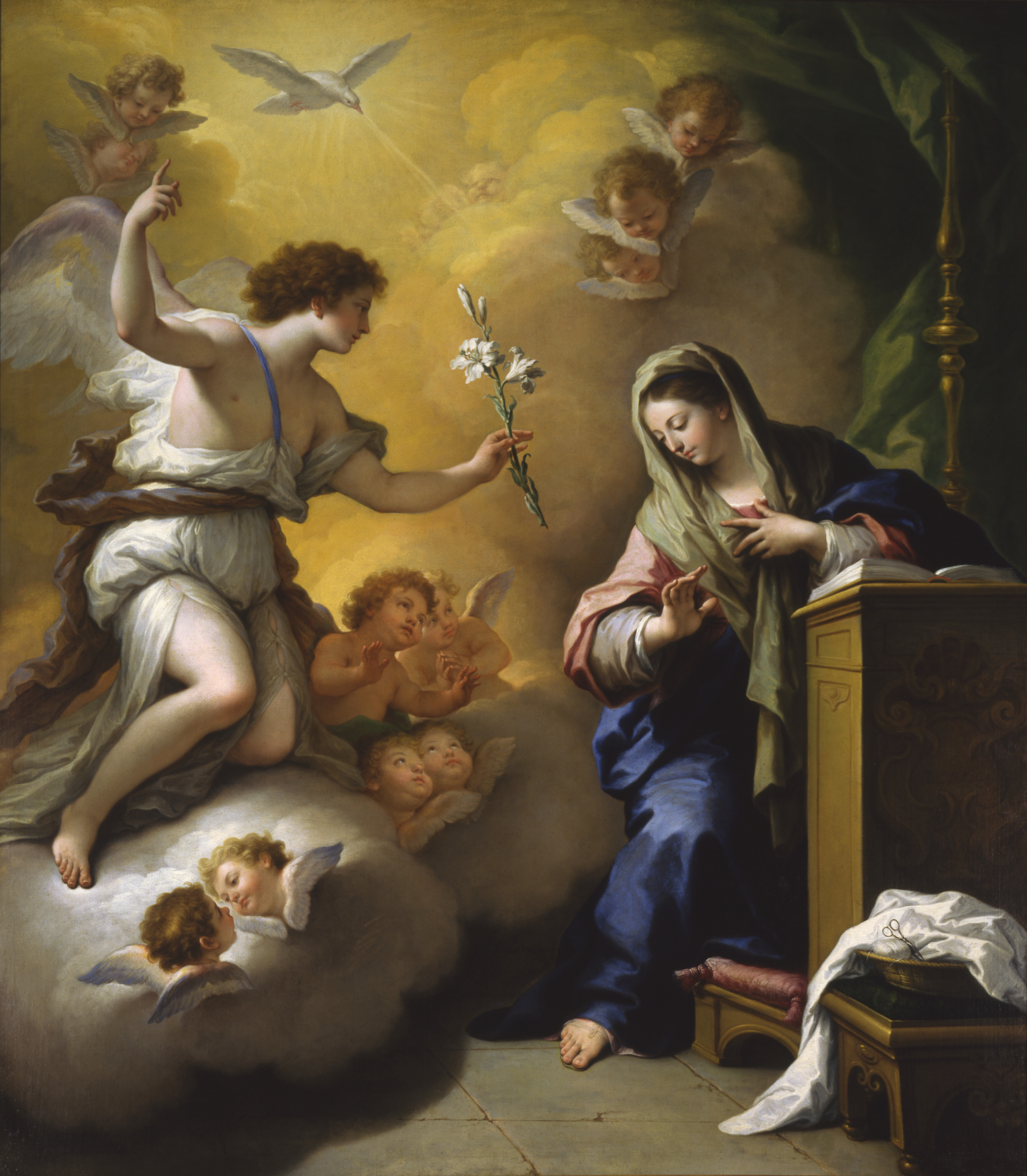
受胎告知 (1712) セントルイス美術館
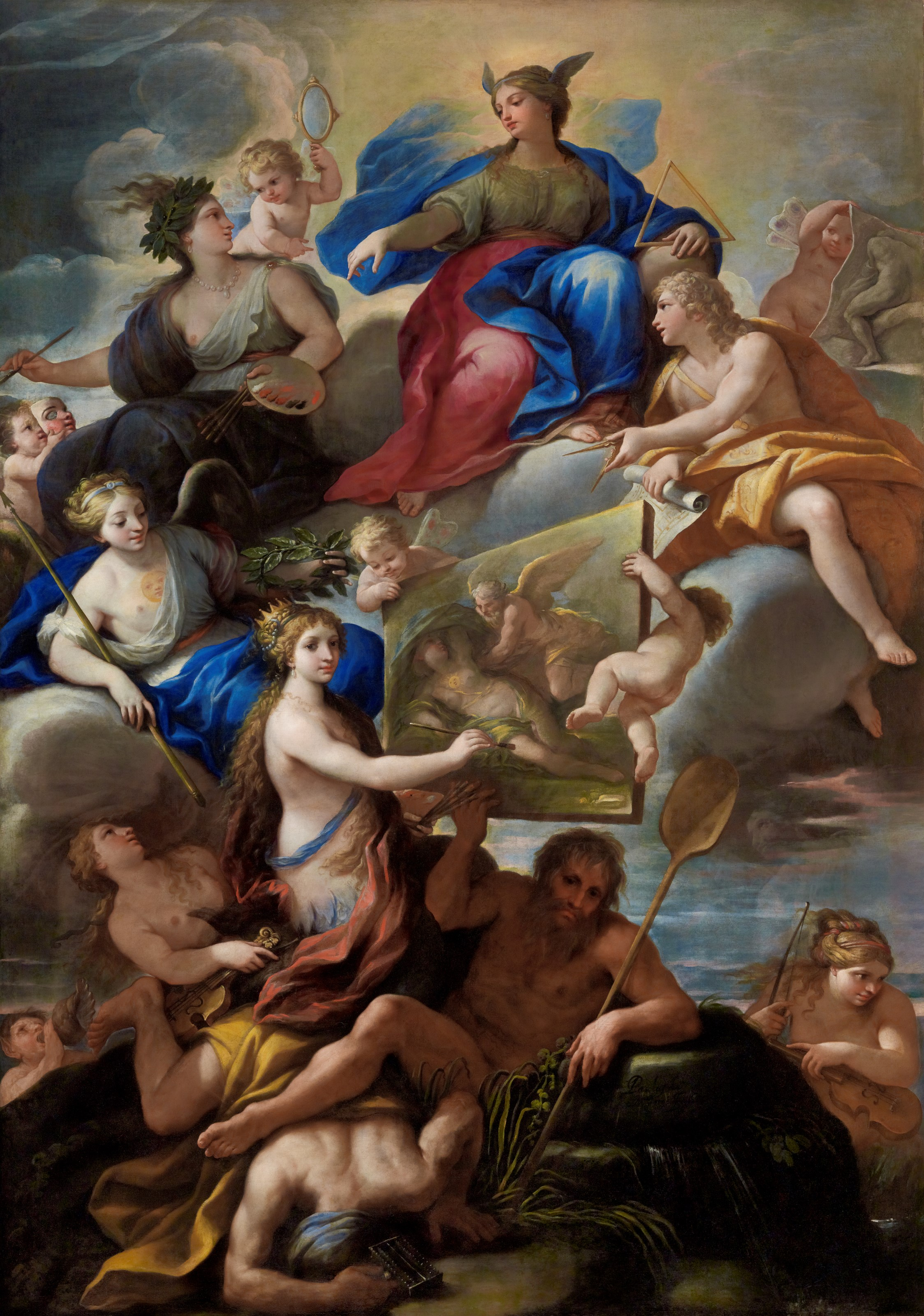
ナポリの知識と芸術の寓意画 ヒューストン美術館
アベルの遺体をみて嘆くアダムとイブ コペンハーゲン国立美術館
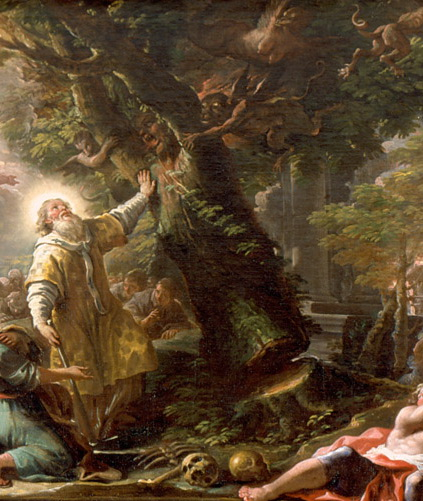
悪魔が住む木を切り倒すバーリの聖ニコラウス ハイ美術館